# Albert Goutal
 (juillet 2018).
Albert Goutal, né le 1er décembre 1918 à Piriac-sur-Mer et mort le 2 mai 2009 à Batz-sur-Mer, est un coureur cycliste français. Professionnel de 1938 à 1952, il a notamment été champion de France sur route de la zone occupée en 1941.

## Palmarès
- 1939
  - 2e du GP Wolber indépendants
  - 3e de Nantes-Les Sables-d'Olonne
- 1941
  -  Champion de France sur route de la zone occupée
  - 2e de Paris-Tours
  - 2e du Circuit de Paris
  - 2e de Bordeaux-Angoulême
  - 3e du Critérium national - zone occupée
  - 3e du Derby de Saint-Germain
- 1942
  - Grand Prix d'Île-de-France
  - 5eb étape du Circuit de France
  - Course de côte de Ménilmontant
- 1945
  - 2e du Grand Prix d'Issoire
- 1946
  - Prix Dupré-Lapize (avec Henri Surbatis)
- 1947
  - 3e du Prix Goullet-Fogler (avec Henri Surbatis)
- 1949
  - 6e étape du Tour d'Algérie
- 1950
  - 2e étape du Circuit de Côte-d'Or
  - 2e du Circuit de Côte-d'Or
- 1951
  - Nantes-Les Sables-d'Olonne

## Résultats sur les grands tours

### Tour de France
1 participation
- 1939 : abandon à la 9e étape